# Таагепера (замък)
Таагепера (на естонски: Taagepera) е голяма жилищна сграда, наподобяваща замък, в едноименното село Таагепера в южната част на Естония.
Построена е в началото на XX век в стил Ар нуво по проект на Ото Вилдау. В междувоенния период сградата е използвана като санаториум за белодробно болни. Превърната е в хотел през 2002 г.